# Александр Кожев
Александр Кожев (справжнє ім'я: Олександр Володимирович Кожевніков; 24 травня 1902, Москва, Російська імперія — 4 червня 1968, Брюссель, Бельгія) — французький філософ родом із Росії. Увійшов до історії своєю інтерпретацією філософії Гегеля, яка вплинула на філософську думку XX ст. Окрім теми філософії Гегеля він працював і над питаннями філософії квантової фізики, віри та атеїзму, марксизму, філософії Канта.
Закінчив Гейдельберзький університет, написав дисертацію під наглядом Карла Ясперса. 
Як непересічний мислитель-філософ, Кожев поширював свої погляди серед найвідоміших інтелектуалів Європи зі своїми «Лекціями з „Феноменології духу“ Гегеля» (1933–1939). Серед постійних відвідувачів його занять були: Андре Бретон, Раймон Арон, Жак Лакан, Жорж Батай, Мішель Фуко та ін. Погляди Кожева знайшли відображення і в французькому екзистенціоналізмі, феноменології, сюрреалізмі та постмодернізмі. Але, окрім послідовників, він як учений мав багато критиків (наприклад, Луї Альтюссер).
Окрім лекцій, його здобутки втілилися в наукових публікаціях: «Ідея смерті у філософії Гегеля», «Поняття влади», «Буття і ніщо», «Нарис феноменології права».